# You Can't Do That on Stage Anymore, Vol. 6
You Can't Do That on Stage Anymore, Vol. 6 е последния от поредицата двойни CD-та с изпълнения на живо на Франк Запа, записани в периода 1970-1988 г.

### Диск едно
1. The M.O.I. Anti-Smut Loyalty Oath – 3:01
2. The Poodle Lecture – 5:02
3. Dirty Love – 2:39
4. Magic Fingers – 2:21
5. The Madison Panty-Sniffing Festival – 2:44
6. Honey, Don't You Want a Man Like Me? – 4:01
7. Father O'Blivion – 2:21
8. Is That Guy Kidding or What? – 4:02
9. I'm So Cute – 1:39
10. White Person – 2:07
11. Lonely Person Devices – 3:13
12. Ms. Pinky – 2:00
13. Shove It Right In (включва She Painted Up Her Face, Half A Dozen Provocative Squats и Shove It Right In) – 6:45
14. Wind up Workin' in a Gas Station – 2:32
15. Make a Sex Noise – 3:09
16. Tracy Is a Snob – 3:54
17. I Have Been in You – 5:04
18. Emperor of Ohio – 1:31
19. Dinah-Moe Humm – 3:16
20. He's So Gay – 2:34
21. Camarillo Brillo – 3:09
22. Muffin Man – 2:25

### Диск две
1. NYC Halloween Audience – 0:46
2. The Illinois Enema Bandit – 8:04
3. Thirteen – 6:08
4. Lobster Girl – 2:20
5. Black Napkins – 5:21
6. We're Turning Again – 4:56
7. Alien Orifice – 4:16
8. Catholic Girls – 4:04
9. Crew Slut – 5:33
10. Tryin' to Grow a Chin – 3:33
11. Take Your Clothes Off When You Dance – 3:46
12. Lisa's Life Story – 3:05
13. Lonesome Cowboy Nando – 5:15
14. 200 Motels Finale – 3:43
15. Strictly Genteel – 7:07

## Състав
- Франк Запа – продуцент, диригент, основен изпълнител, китара, вокали, синтезатор
- Стив Вай – китара
- Марк Волман – вокали
- Хауърд Кейлан – вокали
- Дени Уели – мека китара, вокали
- Айк Уилис – китара, вокали
- Андрю Билю – китара, вокали
- Рей Уайт – китара, вокали
- Уорън Кукуруло – китара
- Майк Кенийли – бас, синтезатор, вокали
- Патрик О'хърн – бас
- Джеф Саймънс – бас
- Артър Бароу – бас
- Скот Тунс – бас
- Том Фоулър – бас
- Боб Харис – клавишни, вокали
- Бианка Торнтън – клавишни, вокали
- Питър Улф – клавишни
- Алан Зейвод – клавишни
- Джордж Дюк – клавишни
- Томи Марс – клавишни
- Иън Ъндеруд – клавишни, алт саксофон
- Албърт Уинг – тенор саксофон
- Наполеон Мърфи Брок – саксофон, вокали
- Пол Карман – алт саксофон, сопрано саксофон, баритон саксофон
- Брус Фоулър – тромбон
- Валт Фоулър – синтезатор, тромпет
- Кърт Макгентрик – бас, саксофон, баритон саксофон
- Жан-Люк Понти – цигулка
- Ралф Хъмфри – барабани
- Вини Колаиута – барабани
- Ансли Дънбар – барабани
- Тери Бозйо – барабани
- Чад Уейкърман – барабани, електронни перкуси
- Ед Ман – електронни перкуси, перкуси, беквокали, маримба